# Родовища пісків у Дніпропетровській області
В Дніпропетровській області родовища пісків приурочені до палеогенових; неогенових і четвертинних відкладів. Із цих відкладів в будівельному виробництві використовуються піски харківської світи палеогену, піски товщі нижнього і середнього міоцену (полтавська світа), а також піски сарматського ярусу.

## Загальний опис
Піски харківської світи сіро-зелені, глауконітові, часто глинисті, дрібнозернисті, поширені в північній частині області. Для пісків цього віку характерно наявність водоносного горизонту.
Піски полтавської світи світлі, білі, тонко- і дрібнозернисті  поширені в північний частині області. На правому березі р. Дніпро, видима потужність цих пісків в відслоненнях 5-8 м, іноді досягає 20 м. Застосування пісків в будівництві обмежене внаслідок їх дрібнозернистості вони більше придатні для скляної промисловості.
Піски сарматського ярусу поширені в південній частині області. Вони аналогічні піскам полтавської світи і широко застосовуються в будівництві, характеризуються різнозернистим складом.
Із четвертинних відкладів для будівельних робіт використовують піски надзаплавних терас багатьох рік (делювіогляціальні) і алювіальні піски різнозернистого складу. Найбільше застосування в будівництві завдяки крупнозернистості і легкості добування найшли алювіальні піски терас р. Вовча, Інгулець, Самара, Саксагань. Широко використовуються в промисловості також еолові піски.
В Дніпропетровській області на балансі запасів за станом на 1-01.1998 р. нараховується 14 родовищ будівельних пісків з запасами по категоріях А+В+С1 – 29 543 тис. м3. З них розробляється 3 родовища, промислові запаси яких складають 7 175 тис. м3. За 1997 р. видобуток склав 613 тис. м3.
Крім цього Дніпропетровським річним портом розробляється Дніпропетровське II родовище руслових пісків, запаси по якому затверджені ПДО “Південгеологія” і не числяться на балансі УТДФ.
В цілому будівельними пісками промисловість області забезпечується на 76% за рахунок природних родовищ і на 24% за рахунок ввозу пісків із Запорізької області.